# Victor Bougues
Victor Bougues est un homme politique français né le 7 mars 1848 à Saint-Gaudens (Haute-Garonne) et mort le 20 août 1907 dans la même ville.

## Biographie
Industriel, sans avoir d'autre mandat, il est élu député de la Haute-Garonne en 1881, et siège au groupe de la Gauche radicale. Battu en 1885, il retrouve un siège de sénateur en 1902. Il le conserve jusqu'à son décès en 1907. Il est inscrit au groupe de la Gauche démocratique. Son fils, Julien Bougues, sera député de la Haute-Garonne de 1908 à 1914.

## Sources
- « Victor Bougues », dans Adolphe Robert et Gaston Cougny, Dictionnaire des parlementaires français, Edgar Bourloton, 1889-1891 [détail de l’édition]
- « Victor Bougues », dans le Dictionnaire des parlementaires français (1889-1940), sous la direction de Jean Jolly, PUF, 1960 [détail de l’édition]